# Luca Nizzetto
Luca Nizzetto (Verona, 8 marzo 1986) è un ex calciatore italiano, di ruolo centrocampista.

## Caratteristiche tecniche
Spesso impiegato come esterno offensivo, sia a sinistra che a destra, ha più volte ricoperto il ruolo di trequartista o di esterno di centrocampo. Per la sua versatilità poteva essere considerato un jolly offensivo.

## Carriera

### Club

#### Esordi
Cresciuto tra le giovanili dell'Hellas Verona, squadra della sua città, Nizzetto approda nell'estate del 2005 in prestito al FeralpiSalò, in Serie D. Nel gennaio 2006 passa in Serie C2 all'Olbia, sempre in prestito, confezionando 13 gettoni di presenze.

#### Seconda Divisione
Nel giugno 2006 viene girato al Castelnuovo in Serie C2, giocando 31 partite di campionato e mettendo a segno 3 goal.
Scaduto il contratto con l'Hellas Verona, nel corso dell'estate successiva viene ingaggiato dal Mezzocorona. Schierato per lo più come attaccante sinistro, Nizzetto raccoglie 9 goal durante il campionato (più un gol in Coppa Italia di Serie C proprio all'Hellas Verona), dando il suo contributo nel portare la società trentina al 5º posto finale, permettendo così la partecipazione ai play-off per la Serie C1. In semifinale Nizzetto trova un altro goal contro il Carpenedolo che vale l'accesso alla finale, dove la sua squadra cede al Lumezzane.

#### Prima Divisione
Per la stagione seguente Nizzetto viene acquistato dal Legnano, passando dalla Lega Pro Seconda Divisione alla Lega Pro Prima Divisione. L'esordio in questa categoria è positivo, acquisisce quasi subito la fiducia di Attilio Lombardo collezionando 26 presenze in campionato e 7 reti, che non permettono comunque al Legnano di salvarsi. A fine campionato la società mette sul mercato tutti i giocatori e Nizzetto nell'estate del 2009 passa a titolo definitivo alla Cremonese.
Nella successiva stagione 2009-2010 fa il suo esordio alla Cremonese, nel campionato raccoglie 31 presenze e 5 goal, la squadra si piazza al 3º posto del girone A di Lega Pro Prima Divisione disputando i Play-Off per l'accesso alla serie cadetta. In semifinale viene eliminato l'Arezzo, ma la finale viene persa contro il Varese.
Le due stagioni successive sono una continua rincorsa alla promozione in Serie B, ma nell'anno 2010-2011 la squadra si piazza solamente al 10º posto. Anche per lo stesso Nizzetto l'anno si chiude con solo due reti all'attivo su 31 presenze.
La stagione 2011-2012 segna un solo goal e non prende parte alla sfida Play-Off tra l'altro persa contro il Trapani.
Nell'estate del 2012 Nizzetto sembra in procinto di passare alla serie cadetta, ma il suo trasferimento sfuma e si ritrova svincolato, il 27 settembre 2012 ritorna alla Cremonese sottoscrivendo un contratto annuale con cui si lega per il quarto anno consecutivo alla squadra lombarda.

#### Serie B: il Trapani
Il 28 giugno 2013 viene acquistato a titolo definitivo dal Trapani. Esordisce in Serie B alla prima partita di campionato, in Padova-Trapani. Nizzetto alla 15º turno di campionato, sabato 23 novembre 2013, segna il suo primo gol in carriera nella serie cadetta, il secondo gol della vittoria in Juve Stabia-Trapani (2-3). Alla fine della stagione 2013-2014 passata a Trapani, Nizzetto mette a referto 5 reti e 11 assist.

#### Il passaggio al Modena
Nizzetto l'8 luglio 2014 viene tesserato dal Modena di mister Novellino, e poi di Crespo, dove tra campionato e coppa Italia collezione 56 presenze, ma nessuna rete.

#### Ritorno al Trapani e gli anni all’Entella
Il 4 gennaio 2016 viene ceduto a titolo definitivo al Trapani con cui firma un contratto di un anno più opzione sul secondo. In un anno e mezzo mette insieme 60 partite e 3 gol tra campionato regolare, play-off e Coppa Italia superando quota 100 presenze totali con il club siciliano.
Il 21 giugno 2017 passa all’Entella. Gioca 23 partite di B ma la squadra retrocede dopo aver perso i play-out e nell’estate del 2018 con l’arrivo di Roberto Boscaglia, suo allenatore a Trapani, viene scelto come nuovo capitano al posto di Michele Troiano. Segna 5 gol in Serie C contribuendo all’immediato ritorno dei liguri in B e il 24 maggio 2019 rinnova il suo contratto per un altro anno. Un lungo infortunio lo terrà lontano dal marzo al dicembre del 2020 tornando a giocare come titolare nel primo tempo di Salernitana-Entella 2-1 del 21 dicembre.
A fine stagione lascia i diavoli neri dopo quattro stagioni, 80 presenze e 5 gol.

#### Le ultime esperienze con Vigasio e Belfiorese
Nel luglio del 2021 da svincolato prende parte al ritiro della Virtus Verona, club della sua città militante in Serie C.
A ottobre viene tesserato dal Vigasio, club veronese che milita in Eccellenza. Ha così modo di affrontare suo fratello Marco, classe ‘94, che gioca nella Belfiorese. La stagione seguente firma proprio per la Belfiorese in Eccellenza. Segue poi un'ultima annata in Promozione tra le file del San Giovanni Lupatoto terminando la carriera.

## Statistiche

### Presenze e reti nei club
Statistiche aggiornate al 16 marzo 2021
| Stagione            | Squadra          | Campionato       | Campionato | Campionato | Coppe nazionali | Coppe nazionali | Coppe nazionali | Coppe continentali | Coppe continentali | Coppe continentali | Altre coppe | Altre coppe | Altre coppe | Totale | Totale |
| Stagione            | Squadra          | Comp             | Pres       | Reti       | Comp            | Pres            | Reti            | Comp               | Pres               | Reti               | Comp        | Pres        | Reti        | Pres   | Reti   |
| ------------------- | ---------------- | ---------------- | ---------- | ---------- | --------------- | --------------- | --------------- | ------------------ | ------------------ | ------------------ | ----------- | ----------- | ----------- | ------ | ------ |
| 2005-gen. 2006      | FeralpiSalò      | D                | 12         | 3          | -               | -               | -               | -                  | -                  | -                  | -           | -           | -           | 12     | 3      |
| gen. 2006-giu. 2006 | Olbia            | C2               | 13         | 1          | CI-C            | -               | -               | -                  | -                  | -                  | -           | -           | -           | 13     | 1      |
| 2006-2007           | Castelnuovo      | C2               | 31         | 3          | CI-C            | 2               | 1               | -                  | -                  | -                  | -           | -           | -           | 33     | 4      |
| 2007-2008           | Mezzocorona      | C2               | 34+4       | 9+1        | CI-C            | 6               | 3               | -                  | -                  | -                  | -           | -           | -           | 44     | 13     |
| 2008-2009           | Legnano          | PD               | 26         | 7          | CI              | 1               | 0               | -                  | -                  | -                  | -           | -           | -           | 27     | 7      |
| 2009-2010           | Cremonese        | PD               | 31+4       | 5          | CI              | 3               | 1               | -                  | -                  | -                  | -           | -           | -           | 38     | 6      |
| 2010-2011           | Cremonese        | PD               | 31         | 3          | CI              | 2               | 0               | -                  | -                  | -                  | -           | -           | -           | 33     | 3      |
| 2011-2012           | Cremonese        | PD               | 30+2       | 1          | CI              | 0               | 0               | -                  | -                  | -                  | -           | -           | -           | 32     | 1      |
| 2012-2013           | Cremonese        | PD               | 19         | 2          | CI              | 0               | 0               | -                  | -                  | -                  | -           | -           | -           | 19     | 2      |
| Totale Cremonese    | Totale Cremonese | Totale Cremonese | 111+2      | 11         |                 | 5               | 1               |                    |                    |                    |             | -           | -           | 118    | 12     |
| 2013-2014           | Trapani          | B                | 39         | 4          | CI              | 2               | 1               | -                  | -                  | -                  | -           | -           | -           | 41     | 5      |
| 2014-2015           | Modena           | B                | 35+2       | 0          | CI              | 3               | 0               | -                  | -                  | -                  | -           | -           | -           | 40     | 0      |
| 2015-gen. 2016      | Modena           | B                | 14         | 0          | CI              | 2               | 0               | -                  | -                  | -                  | -           | -           | -           | 16     | 0      |
| Totale Modena       | Totale Modena    | Totale Modena    | 49+2       | 0          |                 | 5               | 0               |                    |                    |                    |             | -           | -           | 56     | 0      |
| gen.-giu. 2016      | Trapani          | B                | 18+4       | 2+0        | CI              | 0               | 0               | -                  | -                  | -                  | -           | -           | -           | 22     | 2      |
| 2016-2017           | Trapani          | B                | 36         | 1          | CI              | 2               | 0               | -                  | -                  | -                  | -           | -           | -           | 38     | 1      |
| Totale Trapani      | Totale Trapani   | Totale Trapani   | 93+4       | 7+0        |                 | 4               | 1               |                    |                    |                    |             | -           | -           | 101    | 8      |
| 2017-2018           | Virtus Entella   | B                | 23         | 0          | CI              | 1               | 0               | -                  | -                  | -                  | -           | -           | -           | 24     | 0      |
| 2018-2019           | Virtus Entella   | C                | 26         | 5          | CI+ CIC         | 4+0             | 0               | -                  | -                  | -                  | -           | -           | -           | 30     | 5      |
| 2019-2020           | Virtus Entella   | B                | 15         | 0          | CI              | 0               | 0               | -                  | -                  | -                  | -           | -           | -           | 15     | 0      |
| 2020-2021           | Virtus Entella   | B                | 11         | 0          | CI              | 0               | 0               | -                  | -                  | -                  | -           | -           | -           | 11     | 0      |
| Totale Entella      | Totale Entella   | Totale Entella   | 75         | 5          |                 | 5               | 0               |                    |                    |                    |             |             |             | 80     | 5      |
| Totale carriera     | Totale carriera  | Totale carriera  | 443+16     | 46+1       |                 | 28              | 6               |                    |                    |                    |             | -           | -           | 487    | 53     |

## Palmarès

### Club

#### Competizioni nazionali
- Serie C: 1

Virtus Entella: 2018-2019 (Girone A)